# 알리바바 픽처스
알리바바 픽처스(영어: Alibaba Pictures)는 중화인민공화국의 영화 제작및 배급 기업이다.

## 영화
- 울프 토템 (2015) – 배급
- 미션 임파서블: 로그네이션 (2015) – 투자[1]
- 리틀 도어 갓즈 (2016) - 배급[2]
- Teenage Mutant Ninja Turtles: Out of the Shadows (2016) - 투자[3]
- 스타트렉 비욘드 (2016) - 투자[3]
- See You Tomorrow (擺渡人, 2016) – 제작,[4] 배급
- 리얼 (2017) - 투자, 배급 (중국)[5]
- Journey to the West: Conquering the Demons 2 (2017) - 제작[6]
- 삼생삼세 십리도화 (2017) - 제작[7][8]
- Asura (2018)[7]
- 미션 임파서블: 폴아웃 (2018) - 투자[9]
- Next Gen (2018)
- 유랑지구 (2019) - 공동 제작[10]
- UglyDolls (2019) - 투자[11]
- A Dog's Journey (2019) - 투자
- Gemini Man (2019) - 투자
- Ao Jiao Yu Pian Jian (TBA)[12]
- The Flying Tigers (TBA)[13]
- Ge Jin Tao Hua (텔레비전 시리즈, TBA)[7]
- Legend of the Ancient Sword 영화 (레니 할린, TBA) - 제작, 배급 (제작 중)[14][15][16]
- The Legend of Zu 2 (텔레비전 시리즈, TBA)[7]
- 황제의 딸 애니메이션 영화 (TBA) - 제작[17]
- 박물관이 살아있다! 리메이크 (TBA)[18]
- No Other Love (TBA)[7]
- Qi Huan Zhi Lv (TBA)[7]
- Qing He Male College (TBA)[7]
- Storming 30 Years (TBA)[7]
- Sword of Legends 2 (TBA)[7]
- 정투(Zhengtu) (TBA)[7]
- 무제 주세페 토르나토레 영화 (TBA)[19]
- 고양이 전사들 (TBA)[20]
- Steel Soldiers (TBA) - 투자